# Stephanorhinus hemitoechus
Stephanorhinus hemitoechus je vyhynulý druh nosorožce, který žil v období pleistocénu v západní Eurasii a v severní Africe. V Evropě se objevil přibližně před 600 000 lety a vyhynul přibližně před 40 000 lety.

## Popis

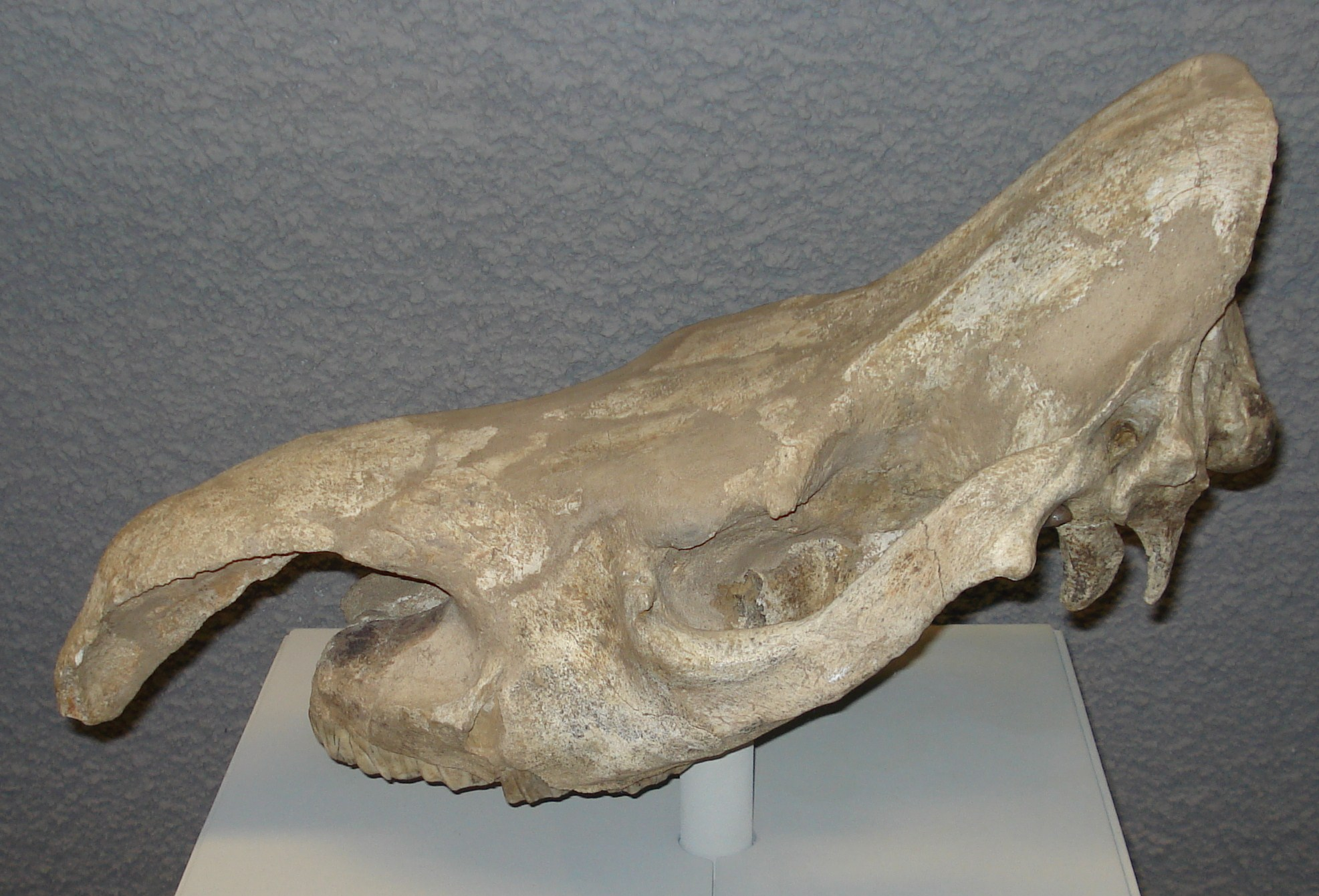
Lebka S. hemitoechus

Stephanorhinus hemitoechus dorůstal výšky v kohoutku až 200 cm. Od ostatních druhů rodu Stephanorhinus se odlišoval velmi dlouhou a nízkou lebkou. Jeho nozdry byly posazeny poměrně nízko a základna rohu byla špatně vyvinutá.
S. hemitoechus pravděpodobně preferoval mírné otevřené oblasti s nízko rostoucí vegetací. V mnoha ohledech se podobal svému příbuznému nosorožci srstnatému (Coelodonta antiquitatis). Pravděpodobně se však neživil výhradně bylinnou stravou, ale spásal i nízko rostoucí vegetaci na otevřených stanovištích.

## Rozšíření a evoluce
Od konce středního pleistocénu byli tito nosorožci a jejich příbuzný Stephanorhinus kirchbergensis jedinými přežívajícími zástupci rodu Stephanorhinus. Ve srovnání s široce rozšířeným S. kirchbergensis byl S. hemitoechus rozšířen především v západní palearktické oblasti.
V severní Africe se nejmladší nálezy tohoto druhu datují do období před 109 až 53 tisíci lety. V jižní Evropě přežil až do období před 40 tisíci lety.